# Abd al-Ali Mahdżub
Abd al-Ali Mahdżub, Abdul Ali Mahgoub (arab. عبد العلي محجوب) – egipski lekkoatleta, długodystansowiec. Uczestnik Igrzysk Olimpijskich 1920.
Podczas Igrzysk Olimpijskich w Antwerpii w 1920 roku brał udział w biegu na 5000 metrów. W trzecim biegu eliminacyjnym zajął ostatnie, dziewiąte miejsce i nie awansował do finału.